# George Ariyoshi
George Ryoichi Ariyoshi (en japonés:有吉 良; Honolulu, Territorio de Hawái; 12 de marzo de 1926) es un abogado y político estadounidense que fue el tercer gobernador de Hawái de 1974 a 1986. Demócrata, es el gobernador de Hawái que más tiempo ha ocupado el cargo y el primer estadounidense de ascendencia asiática en ocupar la gobernación de un estado de EE UU. Asumió los poderes y deberes de gobernador cuando el gobernador John A. Burns fue declarado incapacitado en octubre de 1973 y fue elegido en 1974 (asumiendo la gobernación en diciembre de 1974), convirtiéndose en el primer asiático-americano en ser elegido gobernador de un estado o territorio estadounidense. Su largo mandato es un récord que probablemente permanecerá intacto debido a la limitación de mandatos promulgada después de que dejara el cargo. En la actualidad, Ariyoshi es considerado un hombre mayor del Partido Demócrata de Hawái.

## Primeros años
Ariyoshi nació en Honolulu, entonces en el Territorio de Hawái, de padres inmigrantes japoneses, que le pusieron el nombre de George Washington. Ariyoshi se graduó en 1944 en el McKinley High School. Cuando la II Guerra Mundial tocaba a su fin, sirvió como intérprete en el Servicio de Inteligencia Militar del ejército estadounidense en Japón. A su regreso a Estados Unidos, asistió primero a la Universidad de Hawái en Mānoa, y luego se trasladó a la Universidad Estatal de Míchigan, donde se licenció en 1949. En 1952 se licenció en Derecho por la Facultad de Derecho de la Universidad de Míchigan.

## Carrera política inicial
La carrera política de Ariyoshi comenzó en 1954, cuando fue elegido miembro de la Cámara de Representantes Territorial de Hawái. Más tarde fue elegido senador territorial de Hawái en 1958, y luego senador del estado de Hawái en 1959. Sirvió en el Senado hasta 1970, cuando se presentó a las elecciones y fue elegido vicegobernador de Hawái en 1970 con el gobernador John A. Burns. Cuando el gobernador Burns cayó enfermo en octubre de 1973, Ariyoshi asumió su papel constitucional de gobernador en funciones.

## Gobernador
En las elecciones de 1974, Ariyoshi fue elegido gobernador por derecho propio, con Nelson Doi como vicegobernador. Fue reelegido en 1978 con Jean King como vicegobernadora y en 1982 con John D. Waihee III como vicegobernador. La administración de Ariyoshi estuvo marcada por el conservadurismo fiscal, ya que el boom económico posterior a la independencia llegó a su fin. Guio al estado durante su primera recesión económica. En 1986, Ariyoshi fue sucedido por Waihee. Tras dejar los cargos públicos, trabajó en diversas empresas y organizaciones sin ánimo de lucro.

## Otras ocupaciones
Ariyoshi también ha sido presidente del Colegio de Abogados de Hawái y ha formado parte del consejo de administración del First Hawaiian Bank, la Honolulu Gas Company y la Hawaiian Insurance Guaranty Company. También formó parte del consejo de administración del East-West Center, con sede en Honolulú, una organización de educación e investigación de fama internacional creada por el Congreso de Estados Unidos. Como gobernador, se le atribuye la revitalización de la organización, y se incorporó a la junta cuando terminó su mandato como gobernador. Ejerció cinco mandatos como presidente, hasta que no fue reelegido por la gobernadora republicana Linda Lingle en 2003.

## Vida personal
Ariyoshi se casó con Jean Miya Hayashi en 1955 en Honolulu, Hawái. Tienen una hija, Lynn, nacida en 1957, y dos hijos, Ryozo, nacido en 1959, y Donn, en 1961.
En su libro Washington Place: A First Lady's Story, Jean Ariyoshi atribuye al expolicía Larry Mehau la responsabilidad de la seguridad de su familia. Mehau también fue nombrado "Coordinador de las Islas Vecinas" para la campaña de su marido a gobernador. En el libro afirma que Mehau, aunque tenía fama de honesto y duro, era apodado en la prensa como "el Padrino". No menciona por qué se le puso este apodo, pero la prensa lo hizo porque se le acusaba de tener vínculos con el hampa, y muchos afirmaban que era el máximo jefe del crimen organizado en Hawái. Según Jean Ariyoshi, Mehau ofreció su ayuda pero le dijo a su marido: "Sé que soy controvertido, así que no me pongas delante". Su marido respondió: "Te conozco desde hace mucho tiempo y sé que eres una persona buena y honesta. ¿Qué clase de amigo sería si te dijera 'quiero tu ayuda pero no quiero que nadie sepa que me estás ayudando'?". En su propia autobiografía de 200 páginas, With Obligation to All, George Ariyoshi no menciona a Larry Mehau en absoluto.
Es el exgobernador vivo de Hawái de más edad.